# 剛志駅
剛志駅（ごうしえき）は、群馬県伊勢崎市境保泉にある東武鉄道伊勢崎線の駅である。駅番号はTI 23。駅名は当駅が開業した当時の村名「剛志村」に由来する。

## 年表
- 1910年（明治43年）3月27日 - 太田駅から新伊勢崎駅まで開通と同時に開業[1]。当時の所在地は佐波郡剛志村大字保泉。
- 1955年（昭和30年）3月1日 - 剛志村が（旧）境町、采女村、島村と合併し境町となる。
- 1980年（昭和55年）8月5日 - 駅無人化、簡易委託開始。
- 2005年（平成17年）1月1日 : 旧伊勢崎市・赤堀町・東村・境町が合併し、所在地が伊勢崎市境保泉となる。
- 2006年（平成18年）3月18日 - 太田 - 伊勢崎間のワンマン運転開始。これにより太田駅以南から乗り入れる一般列車は廃止された。[要出典]
- 2008年（平成20年）春 - 新駅舎の供用を開始。
- 2013年（平成25年）3月16日 - ダイヤ改正により一般列車の太田駅以南への乗り入れが再度設定され館林駅までの運用となった。
- 2022年（令和4年）3月31日 - 簡易委託終了。

## 駅構造
島式ホーム1面2線を有する地上駅。駅舎は線路の北側にあり、ホームとは跨線橋で連絡している。2008年（平成20年）春に旧駅舎の東側に新駅舎が建設され、旧駅舎は取り壊された。駅舎にはPASMO対応簡易改札機、乗車駅証明書発行機、トイレが設置されている。
簡易委託の期間、乗車券は駅北にあった商店で販売していた。

### のりば
| 番線 | 路線     | 方向 | 行先                                                                                 |
| ---- | -------- | ---- | ------------------------------------------------------------------------------------ |
| 1    | 伊勢崎線 | 上り | 太田・足利市・館林・ 東武スカイツリーライン 北千住・とうきょうスカイツリー・浅草方面 |
| 2    | 伊勢崎線 | 下り | 伊勢崎・新伊勢崎方面                                                                 |

## 利用状況
2024年度の1日平均乗降人員は1,581人である。近年の1日平均乗降人員の推移は下表の通り。
| 年度               | 1日平均 乗降人員 | 出典       |
| ------------------ | ---------------- | ---------- |
| 2000年（平成12年） | 731              |            |
| 2001年（平成13年） | 717              |            |
| 2002年（平成14年） | 662              |            |
| 2003年（平成15年） | 728              |            |
| 2004年（平成16年） | 727              |            |
| 2005年（平成17年） | 861              |            |
| 2006年（平成18年） | 877              |            |
| 2007年（平成19年） | 936              |            |
| 2008年（平成20年） | 974              |            |
| 2009年（平成21年） | 974              |            |
| 2010年（平成22年） | 1,004            |            |
| 2011年（平成23年） | 1,086            |            |
| 2012年（平成24年） | 1,178            |            |
| 2013年（平成25年） | 1,302            |            |
| 2014年（平成26年） | 1,337            |            |
| 2015年（平成27年） | 1,385            |            |
| 2016年（平成28年） | 1,355            |            |
| 2017年（平成29年） | 1,416            |            |
| 2018年（平成30年） | 1,469            |            |
| 2019年（令和元年） | 1,575            |            |
| 2020年（令和02年） | 1,245            | [ 東武 3 ] |
| 2021年（令和03年） | 1,386            | [ 東武 4 ] |
| 2022年（令和04年） | 1,479            | [ 東武 5 ] |
| 2023年（令和05年） | 1,559            | [ 東武 6 ] |
| 2024年（令和06年） | 1,581            | [ 東武 1 ] |

## 駅周辺
- 境伊与久郵便局
- 群馬県立伊勢崎高等学校（旧：群馬県立伊勢崎東高等学校）
- 保泉ニュータウン
- 西友伊勢崎茂呂店
- セキチュー伊勢崎茂呂店

## 隣の駅
東武鉄道
 伊勢崎線
境町駅 (TI 22) - 剛志駅 (TI 23) - 新伊勢崎駅 (TI 24)